# Cossus Cornelius Lentulus (Konsul 25)
Cossus Cornelius Lentulus war ein römischer Politiker und Senator. Er war ein Sohn des Konsuls des Jahres 1 v. Chr., Cossus Cornelius Lentulus, und ein Bruder des Konsuls des Jahres 26, Gnaeus Cornelius Lentulus Gaetulicus. Im Jahr 25 war er neben Marcus Asinius Agrippa ordentlicher Konsul. Wahrscheinlich war er zwischen 25 und 30 Legat des obergermanischen Heeres. Sein Sohn war der Konsul des Jahres 60, Cossus Cornelius Lentulus.